# 牡丹江
牡丹江 (仮名：ボタン コウ, 拼音：Mǔdanjiāng) は、中華人民共和国東北部 (旧満州) を流れる河川の一つ。松花江最大の支流である。
長白山北麓 (吉林省敦化市) から東流し、鏡泊湖 (黒龍江省寧安市) を経てハルピン市イラン県で松花江に合流する。

## 名称沿革
現在牡丹江と呼ばれる河川の最も古い名称は、『新唐書』にみえる「經渤海長嶺府，千五百里至渤海王城，城臨忽汗海」という一文の「忽汗hūhàn海hǎi」とされ、渤海国が同地に設置した「忽汗州」はその河川名に因むとされる。
(＊鉤括弧｢ ｣内に参考として普通話拼音を附した。以下同様。)
渤海国を滅ぼした遼朝を挟み、次の金朝では、「忽汗hūhàn」の音から派生した「活羅海huóluóhǎi」や「鶻里改húlgǎi」、「胡里改húlgǎi」などの表記が用いられた。金朝が同地に設置した「胡里改路」はその河川名に因む。また『欽定大清一統志』に拠れば、金代には別の呼称として女真語で「金の水」を意味する「按出虎水」があり、これは金朝勃興の地で、国号「金」は正しくこれに由来するという。
元朝も同様に同音から派生した「忽爾海hūrhǎi」や「火儿哈huǒrhā」などの表記を用いた。
明朝では河川名と実際の河川との間に認識のズレが生じ、「忽兒海hūrhǎi」と「呼里改hūlǐgǎi」とを全く別個の河川の名と捉え、且つ「和囉噶江」との混同もみられる。「忽兒海」と「呼里改」については上にみてきた通り、「hurha」に対する別表記に過ぎず、一方「和囉噶江」は現在の烏蘇里江ウスリー･ウラにあたる。『大明一統志』にはさらに別の河川として「呼爾罕河」と「金水河」が記載されているが、前者は「hurha(n)」の異なる表記の一つ、後者は「按出虎水」の漢語訳に過ぎず、とどのつまりは同じ河川である。
清朝でも同音の呼称「呼爾哈hūrhā」、「虎兒哈hǔrhā」、「瑚爾哈húrhā」などが用いられた外、「hurhan」系統の「呼爾罕hūrhàn」もみられる。
乾隆期に上梓された四庫全書所収の文献には「hurha」或いは「hurhan」に則した表記がなされているため、「牡丹mǔdan江」と呼ばれるのは早くとも清朝後期以降であると考えられるが、詳かでない。
以上にみてきた通り、基本的には「hurha」という音が渤海から清朝まで延々と踏襲されているが、その語源については「羔羊」(子羊) の意であるとする説、「hurha」を「hurhan」の転訛であるとして満洲語「hūrhan」(漁りに用いる大網)の音訳であるとする説、現在の呼称「mudan」(屈曲) からの揣摩として「曲がりくねった江」の意であるとする説などがある。

## 流域
長白山北嶺の牡丹嶺 (吉林省延辺朝鮮族自治州敦化市) を水源とし、東北方面に流れて敦化市街を貫いた後、沙河を併せて東流し、敦化市を東に出て鏡泊湖 (黒龍江省牡丹江市寧安市西) に注ぐ。湖の北端から出て再び東北方面に流れ、寧安鎮を横切り、西流する海浪河と合流してすぐに牡丹江市市街に入り、そこから流路を北へかえて蓮花湖に注ぎ、ハルピン市イラン県で松花江に合流する。全長725km、流域面積37,400km2。
ただし、牡丹江の範囲については、牡丹嶺の水源からとする説、鏡泊湖を出てからとする説、寧安鎮に入ってからとする説、など諸説ある。
鏡泊湖の溶岩地帯で上流から伴ってきた土砂が濾過されるため、黒龍江省側では河質澄明である一方、敦化市側では流域が沖積地となり、民族興亡を促す要因の一つとなった。

大きな船の航行が可能な国際河川で、流域の牡丹江市などに内航港湾がある。ここから、松花江・アムール川を通じハバロフスクやオホーツク海などに水運が通じている。典拠未詳

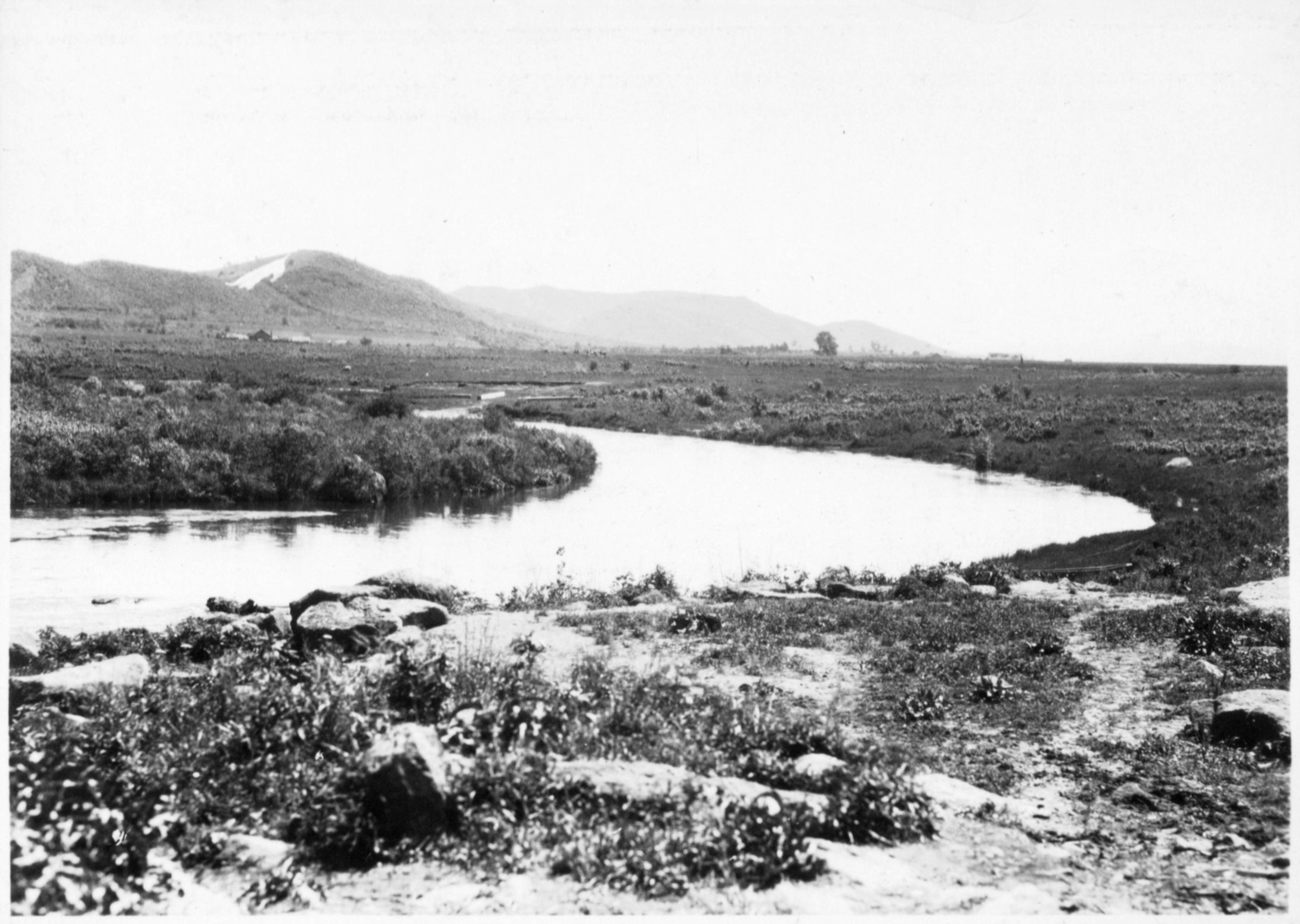
『亞細亞大觀』巻09「原野を縫ふ (牡丹江源流)」1932
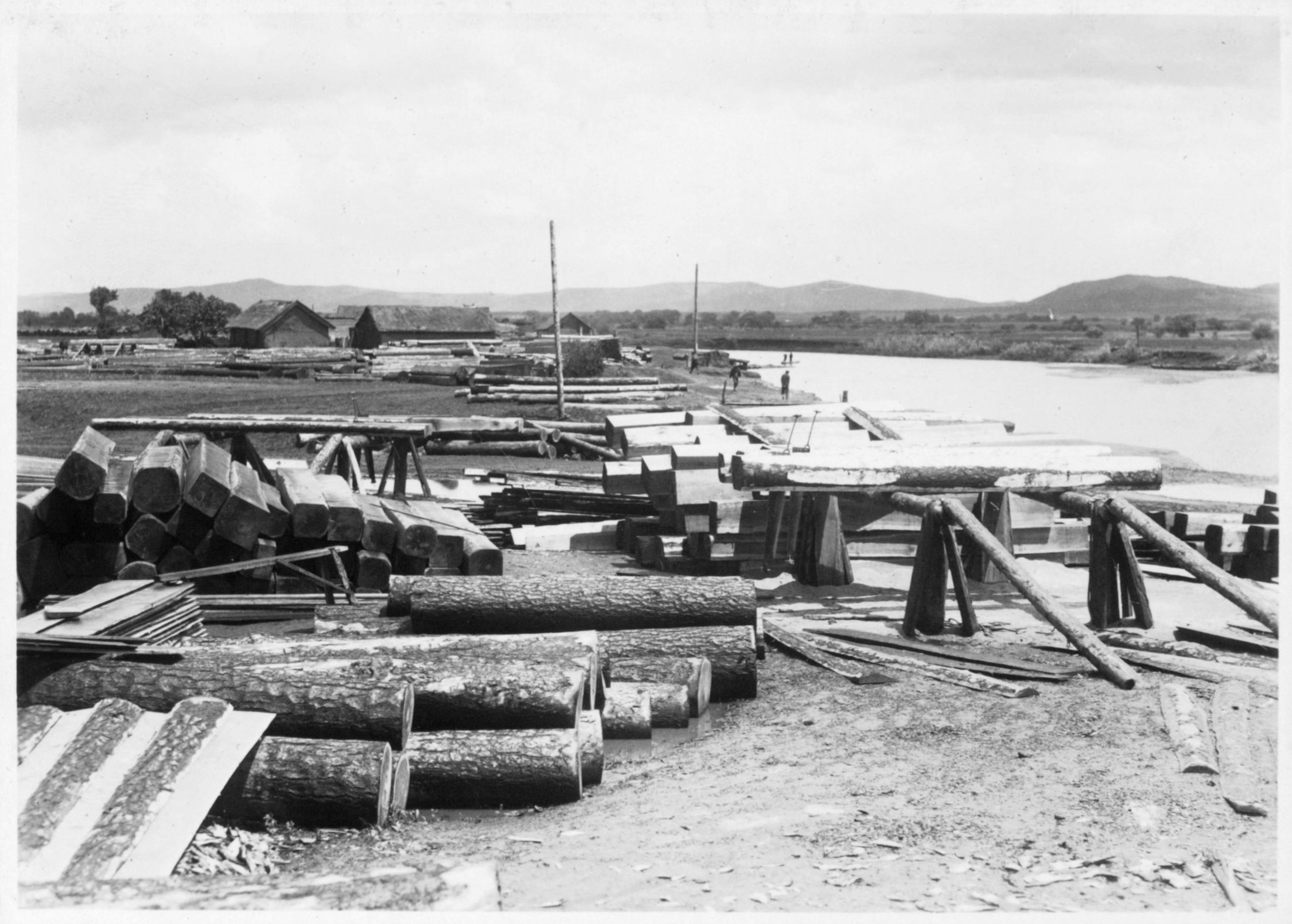
『亞細亞大觀』巻09「原木の化粧 (牡丹江上流)」1932
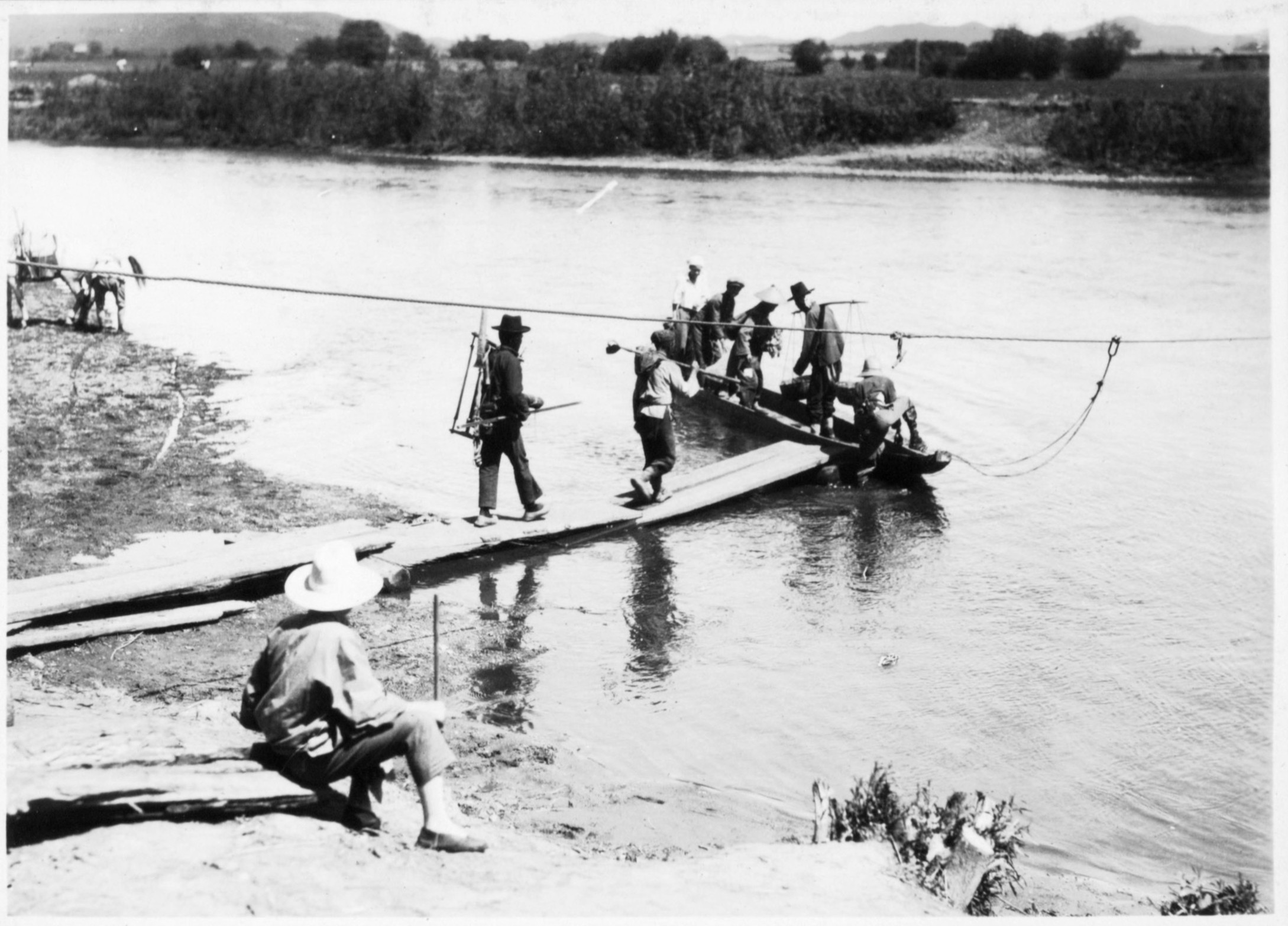
『亞細亞大觀』巻09「獨木舟を手操りて (牡丹江上流)」1932
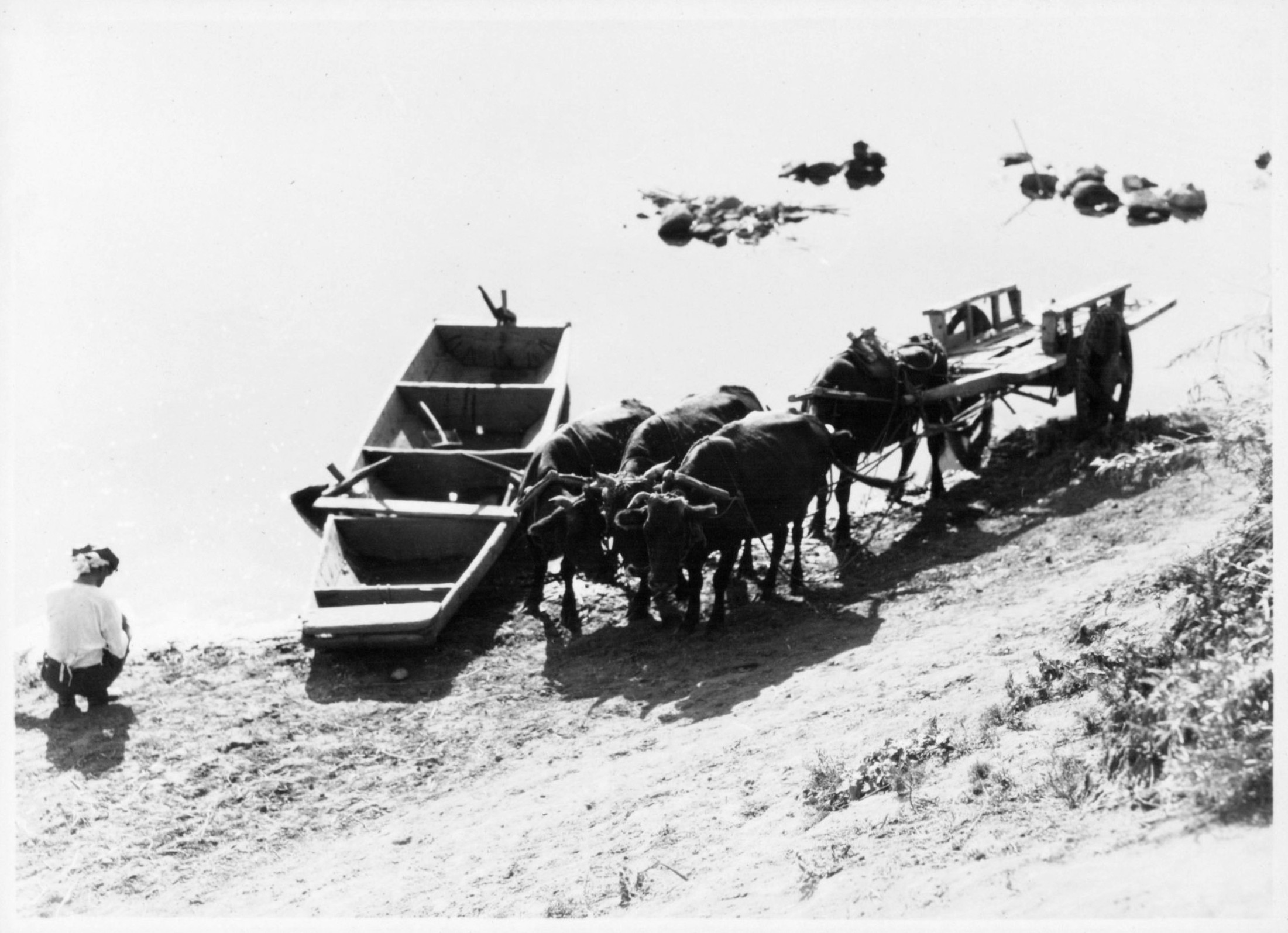
『亞細亞大觀』巻04「牡丹江の渡場 (東京城附近)」1927.10

## 脚註

### 典拠
1. ↑  歐陽, 脩; 宋, 祁 (宋嘉祐6年1060). “地理7下”. 新唐書. 43
2. 1 2 3 4 5 6 7 8 9  牡丹江と、その支流. “黒竜江省河川地名考”. 駒澤大學北海道教養部論集 (2):  43-47.
3. ↑  “凡例”. 欽定滿洲源流考. 1
4. 1 2 3  “山川2 (呼爾哈河)”. 欽定滿洲源流考. 15
5. 1 2 3 4 5 6  “吉林1 (瑚爾哈河)”. 欽定大清一統志. 45. p. 5
6. ↑  “呼爾哈”. 金史語解 (欽定遼金元三史國語解). 3. "卷一作活羅海。卷三作鶻里改。卷六作胡里改。併從八旗姓氏通譜改正。川名又路名。"
7. ↑   柳邊紀略. 1
8. ↑  田村 實造, 今西 春秋, 佐藤 長 (昭和41年(1966)). “ᡥᡡᡵᡥᠠᠨ hūrhan” (和訳). 五体清文鑑訳解. 京都大学文学部内陸アジア研究所. p. 3046. "大圍網：〔魚を捕らえる〕大網。"
9. ↑  “建制沿革”. 欽定盛京通志. 23. "渤海都臨呼爾罕國語大綱也、爲今瑚爾哈河、實寧古塔境。……"

### 註釈
1. ↑  参考：藤島は「忽汗水」としている[2]が、『欽定滿洲源流考』には「寧古塔即唐書之忽汗水」という一文[3]がみえ、河川名ではなく地名として扱っている節があるため、ここでは敢えて採用しなかった。
2. ↑  参考：藤島は渤海の設置した「忽汗州」の名に因んで河川も「hurha」と呼ばれたとしている[2](典拠未詳)。
3. ↑  参考：「忽」の中古音 (唐代の発音) は「xuət」とされ、日本語の音読みでも「コツ」で、「t」の入声でおわる。「t」の入声は現在の韓国語などでも「l」にかわりやすい。

## 文献

### 史書
- 楊賓『柳邊紀略』康熙46年1707 (漢) ＊商務印書館叢書集成
- 章佳氏阿桂, 于敏中, 鈕祜祿氏和珅, 董誥『欽定滿洲源流考』四庫全書, 乾隆43年1778 (漢) ＊早稲田大学図書館所蔵版
- 章佳氏阿桂『欽定盛京通志 (増補本)』四庫全書, 乾隆49年1784 (漢) ＊Wikisource
- 鈕祜祿氏和珅『大清一統志』四庫全書, 乾隆49年1784 (漢)

### 論文
- 『駒澤大學北海道教養部論集』1987, 藤島 範孝「黒竜江省河川地名考」